# منطقة التجارة الحرة الآسيان

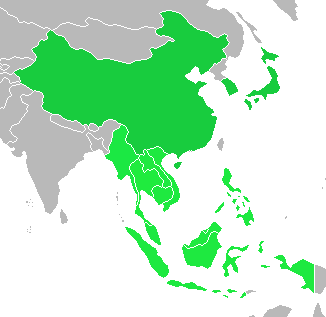

منطقة التجارة الحرة لدول الآسيان وتعرف اختصارا ب الأفتا (بالإنجليزية: AFTA)‏، هي تكتل تجاري يجمع بين الدول الأعضاء في رابطة دول جنوب شرق آسيا بغرض دعم التجارة والصناعات التحويلية في جميع بلدان الرابطة، وتسهيل التكامل الاقتصادي مع الحلفاء الإقليميين والدوليين. تمثل المنطقة واحدة من أكبر وأهم مناطق التجارة الحرة في العالم، وقادت مع شبكة شركائها في الحوار، بعض أكبر المنتديات والتكتلات متعددة الأطراف في العالم، بما في ذلك منتدى التعاون الاقتصادي لآسيا والمحيط الهادئ، وقمة شرق آسيا والشراكة الاقتصادية الإقليمية الشاملة.
تم توقيع اتفاقية الأفتا في 28 يناير 1992 في سنغافورة. عندما تم توقيع الاتفاقية، كانت الآسيان مكونة من ستة أعضاء، وهي بروناي وإندونيسيا وماليزيا والفلبين وسنغافورة وتايلاند. انضمت فيتنام في عام 1995، ولاوس وميانمار في عام 1997 وكمبوديا في عام 1999. تضم منطقة التجارة الحرة لدول الآسيان الآن دول الآسيان العشر. تمت مطالبة جميع الدول الأربعة التي انضمت بعد توقيع الاتفاقية بالتوقيع على اتفاقية الأفتا للانضمام إلى الآسيان، ولكن تم منحهم أطر زمنية أطول للوفاء بالتزامات تخفيض التعريفة الجمركية.
الأهداف الأساسية للأفتا هي زيادة الميزة التنافسية للآسيان كقاعدة إنتاج في السوق العالمية من خلال إزالة الحواجز الجمركية وغير الجمركية داخل الآسيان، وجذب المزيد من الاستثمار الأجنبي المباشر إلى دول المنظمة.
تتمثل الآلية الرئيسية لتحقيق هذه الأهداف في خطة التعريفة التفضيلية المشتركة الفعالة، حيث تم وضع جدول مرحلي في عام 1992 بهدف زيادة الميزة التنافسية للمنطقة كقاعدة إنتاج موجهة للسوق العالمية.

## مخطط التعريفة التفضيلية الفعالة المشتركة (CEPT)
بخلاف الاتحاد الأوروبي، لا تطبق منطقة التجارة الحرة لدول الآسيان تعريفة خارجية مشتركة على البضائع المستوردة. يجوز لكل دولة عضو في رابطة دول جنوب شرق آسيا فرض تعريفة جمركية على البضائع القادمة من خارج دول الرابطة بناء على لوائح الدولة الوطنية. ومع ذلك، بالنسبة للبضائع التي تنشأ داخل رابطة أمم جنوب شرق آسيا، يتعين على أعضاء الرابطة تطبيق معدل تعريفة يتراوح بين 0 و5 في المائة (تم منح الأعضاء الأحدث كمبوديا ولاوس وميانمار وفيتنام، المعروفين أيضًا باسم بلدان CMLV، وقتا إضافيا لتنفيذ معدلات التعريفة المخفضة). هذا هو المعروف باسم نظام التعريفة التفضيلية الفعالة المشتركة (CEPT).
لدى أعضاء الآسيان خيار استبعاد المنتجات من نظام التعريفة في ثلاث حالات: 1.) الاستثناءات المؤقتة ؛ 2.) المنتجات الزراعية الحساسة. 3.) استثناءات عامة. تشير الاستثناءات المؤقتة إلى المنتجات التي سيتم تخفيض التعريفة الجمركية عليها في نهاية المطاف إلى 0-5٪، ولكن يتم حمايتها مؤقتا عن طريق تأخير تخفيض التعريفات.
بالنسبة للمنتجات الزراعية الحساسة تشمل السلع مثل الأرز، فإن أعضاء الآسيان لديهم حتى عام 2010 لخفض مستويات التعريفة الجمركية إلى 0-5٪.
تشير الاستثناءات العامة إلى المنتجات التي يراها أحد أعضاء رابطة أمم جنوب شرق آسيا ضرورية لحماية الأمن القومي والأخلاق العامة وحماية حياة وصحة الإنسان أو الحيوان أو النبات وحماية المواد ذات القيمة الفنية أو التاريخية أو الأثرية. وافق أعضاء رابطة أمم جنوب شرق آسيا على فرض معدلات تعريفة صفرية على جميع الواردات تقريبًا بحلول عام 2010 لصالح الموقعين الأصليين، و 2015 بالنسبة لدول CMLV.

## الدول الأعضاء
الدول التي وافقت على إلغاء التعريفات فيما بينها :
- بروناي
- إندونيسيا
- ماليزيا
- الفلبين
- سنغافورة
- تايلاند
- ميانمار
- كمبوديا
- لاوس
- فيتنام

مراقبون منتظمون :
- بابوا غينيا الجديدة
- تيمور الشرقية

آخر اجتماع للآسيان حضرت فيه الدول التالية بصفة مراقب :
- الصين
- كوريا الجنوبية
- اليابان
- الهند
- روسيا
- أستراليا
- نيوزيلندا